# Nil Solans Baldó
Nil Solans Baldó   (Matadepera, 14 d'abril de 1992) és un pilot de ral·lis català. Campió del Món Júnior i del WRC3 l'any 2017 i Campió d'Espanya de Ral·lis de Terra l'any 2020. El seu actual copilot és Marc Martí. El seu germà Jan Solans també és pilot de ral·lis.
Debuta als ral·lis l'any 2012 en proves regionals catalanes del Volant RACC. Aquell mateix any debuta al Campionat Mundial de Ral·lis al participar al Ral·li de Finlàndia, on acaba en 41a posició. Fins al 2017 va disputant diferents ral·lis a diferents campionats, realitzant aquest any un salt qualitatiu al realitzar simultàniament el Campió del Món Júnior i el campionat WRC3 amb un Ford Fiesta R2. Nil Solans es proclama campió en tots dos certamens.
L'any 2018 i 2019 participa al WRC2 amb un Ford Fiesta R5 del equip M-Sport. L'any 2020 guanya el Campionat d'Espanya de Ral·lis de Terra amb un Škoda Fabia R5. L'any 2021 disputa per primera vegada un ral·li del Mundial dins de la màxima categoria amb un Hyundai i20 Coupé WRC, concretament el Ral·li de Catalunya, on acaba en vuitena posició.

## Palmarès
- Campionat Mundial de Ral·lis júnior 2017
- Campionat Mundial de Ral·lis-3 2017
- Campionat d'Espanya de Ral·lis de Terra 2020